# Red Hot Rangers
«Red Hot Rangers» («Лесные пожарные») — короткометражный мультипликационный комедийный фильм, выпущенный в 1947 году компанией Metro-Goldwyn-Mayer. Режиссёр Текс Эвери, продюсер Фред Куимби, сценарист Хек Аллен, мультипликаторы: Рэй Абрамс, Престон Блэйр, Уолтер Клинтон, Эд Лав, композитор Скотт Брэдли.

## Сюжет
История рассказывает о двух медведях-рейнджерах, охраняющих заповедник от лесных пожаров. Миниатюрный Бёрнс (в других мультфильмах его зовут Джордж) является мозговым центром их дуэта, в то время как большой но недалёкий Малыш (Junior, также известен как Ленни) играет роль мускулов.
Проезжающий через заповедник турист кидает в окно автомобиля непотушенный окурок, который становится причиной лесного пожара. Джордж и Малыш бросаются на борьбу с огнём (представленным в виде разумного человекообраного существа) и на протяжении всего фильма с переменным успехом пытаются погасить пожар. Основной комический эффект ситуациям придаёт исполнительность Малыша, который старается строго следовать указаниям Джорджа, но в итоге именно Джордж и страдает от его действий.
Фильм продолжает традицию этого комедийного дуэта, по которой низкорослый Джордж в воспитательных целях пинает Малыша под зад (предварительно попросив того: «Малыш, нагнись-ка»).

## Разное
- Считается, что на создание Джорджа и Малыша Текса Эвери вдохновила повесть нобелевского лауреата Джона Стейнбека «О мышах и людях», героями которой являются двое скитающихся во времена Великой депрессии бездомных бродяг, Джордж Милтон и слабоумный гигант по имени Ленни Смолл.
- Малыша в этом фильме озвучивает сам Эвери (в титрах не указан)[2][3].
- Традиционная для дуэта Джорджа и Малыша сцена с пинком под зад делает эту пару хорошей иллюстрацией для т. н. персонажей «sidekicks».